# Stal Kunów
Ludowy Klub Sportowy Stal Kunów – polski klub sportowy założony w 1938 w Kunowie. Sekcja piłkarska występuje w sezonie 2024/2025 w rozgrywkach klasy okręgowej, gr. świętokrzyskiej. Mecze w roli gospodarza rozgrywa na Stadionie Miejskim w Kunowie.

## Rezultaty
Źródła:
| Sezon     | Liga                              | Poziom ligowy | Pozycja w tabeli | Puchar Polski Świętokrzyski ZPN | Uwagi  |
| --------- | --------------------------------- | ------------- | ---------------- | ------------------------------- | ------ |
| 2000/2001 | klasa A, gr. świętokrzyska IV     | VI            | 2/11             | b.d.                            |        |
| 2001/2002 | klasa A, gr. świętokrzyska IV     | VI            | 5/11             | brak udziału                    |        |
| 2002/2003 | klasa A, gr. świętokrzyska IV     | VI            | 5/13             | II runda                        |        |
| 2003/2004 | klasa A, gr. świętokrzyska IV     | VI            | 10/14            | I runda                         |        |
| 2004/2005 | klasa A, gr. świętokrzyska IV     | VI            | 8/13             | I runda                         |        |
| 2005/2006 | klasa A, gr. świętokrzyska IV     | VI            | 3/12             | III runda                       |        |
| 2006/2007 | klasa A, gr. świętokrzyska IV     | VI            | 8/12             | II runda                        |        |
| 2007/2008 | klasa A, gr. świętokrzyska IV     | VI            | 3/11             | III runda                       |        |
| 2008/2009 | klasa A, gr. świętokrzyska II     | VII           | 6/14             | II runda                        | [ a ]  |
| 2009/2010 | klasa A, gr. świętokrzyska II     | VII           | 10/14            | brak udziału                    |        |
| 2010/2011 | klasa A, gr. świętokrzyska II     | VII           | 10/14            | II runda                        |        |
| 2011/2012 | klasa A, gr. świętokrzyska II     | VII           | 3/14             | III runda                       |        |
| 2012/2013 | klasa A, gr. świętokrzyska II     | VII           | 1/14             | III runda                       | awans  |
| 2013/2014 | klasa okręgowa, gr. świętokrzyska | VI            | 6/16             | II runda                        |        |
| 2014/2015 | klasa okręgowa, gr. świętokrzyska | VI            | 4/16             | IV runda                        |        |
| 2015/2016 | klasa okręgowa, gr. świętokrzyska | VI            | 5/16             | II runda                        |        |
| 2016/2017 | klasa okręgowa, gr. świętokrzyska | VI            | 11/16            | III runda                       |        |
| 2017/2018 | klasa okręgowa, gr. świętokrzyska | VI            | 6/16             | III runda                       |        |
| 2018/2019 | klasa okręgowa, gr. świętokrzyska | VI            | 10/16            | III runda                       |        |
| 2019/2020 | klasa okręgowa, gr. świętokrzyska | VI            | 4/16             | III runda                       | [ b ]  |
| 2020/2021 | klasa okręgowa, gr. świętokrzyska | VI            | 10/16            | IV runda                        |        |
| 2021/2022 | klasa okręgowa, gr. świętokrzyska | VI            | 1/16             | III runda                       | awans  |
| 2022/2023 | IV liga, gr. świętokrzyska        | V             | 14/18            | IV runda                        |        |
| 2023/2024 | IV liga, gr. świętokrzyska        | V             | 18/18            | IV runda                        | spadek |
| 2024/2025 | klasa okręgowa, gr. świętokrzyska | VI            | 13/16            | II runda                        |        |

## Osiągnięcia
Klasa okręgowa (grupa świętokrzyska):
- 1. miejsce: 2021/2022[3]

## Obecny skład
Źródło:
| Nr | Poz.          | Piłkarz            |
| -- | ------------- | ------------------ |
|    | {{{pozycja}}} | Dawid Ambroży      |
|    | {{{pozycja}}} | Kacper Bęben       |
|    | {{{pozycja}}} | Jakub Cemerys      |
|    | {{{pozycja}}} | Damian Cholewiński |
|    | {{{pozycja}}} | Kacper Czeski      |
|    | {{{pozycja}}} | Hubert Czeski      |
|    | {{{pozycja}}} | Mateusz Ćwiek      |
|    | {{{pozycja}}} | Sebastian Dębniak  |
|    | {{{pozycja}}} | Damian Domański    |
|    | {{{pozycja}}} | Wiktor Drewniak    |
|    | {{{pozycja}}} | Marcin Dynarek     |
|    | {{{pozycja}}} | Kamil Garbacz      |
|    | {{{pozycja}}} | Kacper Gąsior      |
|    | {{{pozycja}}} | Ariel Grabowiec    |
|    | {{{pozycja}}} | Mariusz Grudzień   |
|    | {{{pozycja}}} | Robert Haraźny     |
|    | {{{pozycja}}} | Filip Imiesłowski  |